# Yuriy Chervanyov
Yuriy Chervanyov (russe : Юрий Николаевич Черванёв), est un athlète biélorusse, spécialiste des courses de haies. Il est né le 15 janvier 1958 à Baranavitchy.

## Biographie
Il remporte le titre du 60 m haies des Championnats d'Europe en salle 1980, à Sindelfingen, devant le Polonais Romuald Giegiel et l'Espagnol Javier Moracho. Il participe cette même année aux Jeux olympiques de Moscou où il se classe huitième de la finale du 110 m haies.

### Palmarès
| Date | Compétition                    | Lieu         | Résultat | Épreuve     |
| ---- | ------------------------------ | ------------ | -------- | ----------- |
| 1980 | Championnats d'Europe en salle | Sindelfingen | 1er      | 60 m haies  |
| 1980 | Jeux olympiques                | Moscou       | 8e       | 110 m haies |
| 1981 | Championnats d'Europe en salle | Grenoble     | 5e       | 50 m haies  |

### Records
| Épreuve     | Performance | Lieu         | Date            |
| ----------- | ----------- | ------------ | --------------- |
| 50 m haies  | 6 s 62      | Grenoble     | 22 février 1981 |
| 60 m haies  | 7 s 54      | Sindelfingen | 2 mars 1980     |
| 110 m haies | 13 s 54     | Moscou       | 11 juin 1980    |